# PPG Wave
De PPG Wave is een analoge/digitale synthesizer en werd geproduceerd van 1981 tot 1987 door het Duitse bedrijf Palm Products GmbH.

## Details
De PPG Wave gebruikte digital golfvormen en analoge VCAs en filters. De PPG Wave is in drie versies gebouwd: 
- Wave 2, van 1981 tot 1982
- Wave 2.2, van 1982 tot 1984
- Wave 2.3, van  1984 tot 1987

De Wave is een combinatie van een synthesizer en een sequencer, waarbij de sequencer relatief geavanceerd was met de mogelijkheid om geluiden realtime te beïnvloeden.
Grote aantallen zijn er nooit verkocht, naar schatting zijn er ongeveer 300 Wave 2.2 en 700 Wave 2.3 instrumenten geproduceerd.

## Bekende gebruikers
Internationaal gezien werd de PPG Wave gebruikt door onder andere a-ha, Alphaville, David Bowie, Jean Michel Jarre, Marillion, Level 42, Art of Noise, Tangerine Dream, Tears for Fears, Stevie Nicks, Thomas Dolby,Stevie Wonder,Ultravox.
Een bekende Nederlandse gebruiker van de PPG Wave was Robert Jan Stips.

## Na de PPG
Toen het einde van de PPG in zicht kwam, was dit het begin voor Waldorf Electronics GmbH. Zij gebruikte de techniek van de PPG om later de Microwave uit 1989 te produceren. Vergelijkbare modellen zouden in latere jaren uitkomen, zoals de WAVE synthesizer uit 1993, de Microwave II (1997) en de met overvloedige knoppen XT en XTk (1998).
Na de PPG gingen andere producenten ook wavetable synthesizers produceren, zoals Ensoniq en Waldorf. Recentelijk kwam hier de Access Virus TI bij, met 64 wavetables. De ontwikkeling van software synthesizers heeft geleid tot VST plug-ins van de oorspronkelijke PPG Wave serie, zoals de Waldorf Wave 2.V en 3.V.